# Bar Aberto
Bar Aberto é um talent show brasileiro de coquetelaria, exibido pela Band, YouTube e Multishow. A primeira temporada foi apresentada por Marina Person e estreou em 13 de outubro de 2020, contando com oito episódios.

## Temporadas
| Temporada | Temporada | Apresentação               | Transmissão original   | Transmissão original  | Exibição original | Número de Episódios | Número de Participantes |
| Temporada | Temporada | Apresentação               | Estreia                | Final                 | Exibição original | Número de Episódios | Número de Participantes |
| --------- | --------- | -------------------------- | ---------------------- | --------------------- | ----------------- | ------------------- | ----------------------- |
|           | 1         | Marina Person Márcio Silva | 13 de outubro de 2020  | 3 de dezembro de 2020 | Band              | 8                   | 10                      |
|           | 2         | Laura Vicente Márcio Silva | 14 de outubro de 2021  | 2 de dezembro de 2021 | Multishow         | 8                   | 10                      |
|           | 3         | Foquinha Márcio Silva      | 15 de setembro de 2022 | 3 de novembro de 2022 | YouTube           | 8                   | 10                      |

## Ligações Externas
- Bar Aberto. no IMDb.